# セバスチャン・フィリップ
セバスチャン・フィリップ（Sebastien Philippe、1975年2月8日 - ）は、フランスのレーシングドライバー。2000年の全日本F3選手権チャンピオン。

## プロフィール
- 身長：173cm
- 体重：67kg
- 血液型：RH+A

## 経歴
幼少時よりカートに親しみ、13歳の時からカート競技を開始。1991年のジュニアワールドカップを制覇し世界一を経験。1993年にフランスフォーミュラ・ルノーキャンパス選手権で4輪レースデビューすると、シリーズ3勝を挙げチャンピオンを獲得。1994年にフランスフォーミュラ・ルノー選手権 ルーキー・オブ・ザ・イヤー獲得。1997年にフランスF3選手権に参戦とカテゴリーを順調にステップアップする。1998年にはプジョー・ベルギーの一員としてプジョー・306でスパ24時間レースに参戦している。
1999年に初来日、全日本F3選手権に参戦しシリーズ3位の成績を収め、翌年には3勝を挙げチャンピオンを獲得した。

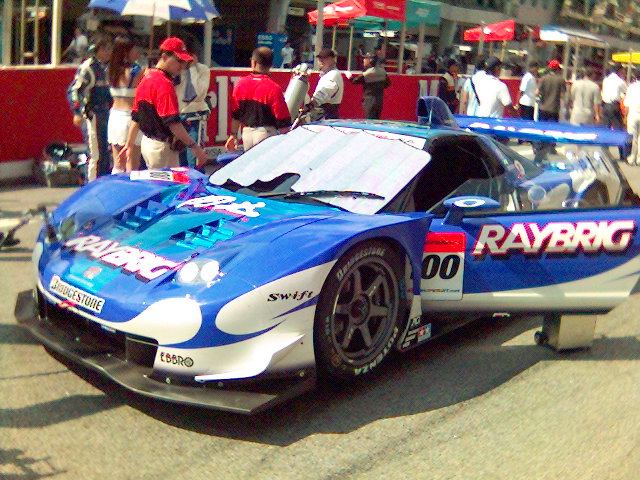
2005年のGT500参戦車両

2001年からは全日本GT選手権・GT500クラスにDOME RACINGより参戦を開始。2002年には第6戦もてぎラウンドで初優勝を飾り、その後2004年まで同体制で戦った。2005年及び2006年はTEAM KUNIMITSUに移籍し、もてぎラウンドで2連勝を飾った。
2007年は日産陣営のハセミモータースポーツに移籍し、柳田真孝とのコンビで参戦したが、最高位は4位で表彰台に立つことができないシーズンとなった。2008年にホシノインパルへ移籍し、松田次生とのコンビで復調、第6戦インターナショナルPOKKA1000kmと最終戦富士のシーズン2勝を挙げた。
全日本GT選手権/SUPER GTでは通算6勝を挙げており、2003年と2004年には当時単独開催であったインターナショナルPOKKA1000kmレースを2連覇している。
2009年シーズンを最後に日本でのレース活動から離れた後はドライバーマネージメントやレーシングチーム運営に携わっており、2014年1月からはFIA F2やFIA F3に参戦するARTグランプリのチームマネージャー及びマネージングディレクターに就任した。

## レース戦績
- 1993年 - フランス・フォーミュラ・ルノー キャンパス（シリーズチャンピオン）
- 1994年 - フランス・フォーミュラ・ルノー
- 1996年 - フランスF3選手権
- 1997年
  - フランスF3選手権（シリーズ5位）
  - F3マールボロ・マスターズ（決勝2位）
  - F3モナコGP（決勝5位）
- 1998年 - スパ・フランコルシャン24時間レース Spa2.0クラス（プジョー・ベルギー #36 プジョー・306）（総合10位・クラス優勝）
- 1999年 - 全日本F3選手権（#3 カストロール富士通テンF399／ダラーラF399 3S-GE）（シリーズ3位）
- 2000年
  - 全日本F3選手権（#10 カストロール無限F300／ダラーラF300 MF204B）（シリーズチャンピオン・3勝）
  - 第30回インターナショナル Pokka 1000km・INTクラス（FIRST RACING #55 FIRST RACING／FERRARI550）（決勝DNF）
- 2001年
  - 全日本GT選手権・GT500クラス（無限×童夢プロジェクト #18 TAKATA童夢NSX／NSX NA2 C32B）（シリーズ16位）
  - 第30回インターナショナル Pokka 1000km・GT500クラス（無限×童夢プロジェクト #18 TAKATA童夢NSX／NSX NA2 C32B）（総合4位）
- 2002年
  - 全日本GT選手権・GT500クラス（無限×童夢プロジェクト #18 TAKATA童夢NSX／NSX NA2 C32B）（シリーズ9位・1勝）
  - 第31回インターナショナル Pokka 1000km・GT500クラス（無限×童夢プロジェクト #18 Regain童夢NSX／NSX NA2 C32B）（決勝DNF）
- 2003年
  - 全日本GT選手権・GT500クラス（童夢レーシングチーム #18 TAKATA童夢NSX／NSX NA2 C32B）（シリーズ7位・1勝）
  - 第32回インターナショナル Pokka 1000km・GT500クラス（童夢レーシングチーム #18 TAKATA童夢NSX／NSX NA2 C32B）（総合優勝）
- 2004年
  - 全日本GT選手権・GT500クラス（童夢レーシングチーム #18 TAKATA童夢NSX／NSX NA2 C30A）（シリーズ14位）
  - 第33回インターナショナル Pokka 1000km・GT500クラス（童夢レーシングチーム #18 TAKATA童夢NSX／NSX NA2 C30B）（総合優勝）
- 2005年 - SUPER GT・GT500クラス（TEAM KUNIMITSU #100 RAYBRIG NSX／NSX NA2 C32B）（シリーズ13位・1勝）
- 2006年 - SUPER GT・GT500クラス（TEAM KUNIMITSU #100 RAYBRIG NSX／NSX NA2 C32B）（シリーズ2位・1勝）
- 2007年 - SUPER GT・GT500クラス（HASEMI MOTOR SPORT #3 YellowHat YMS トミカZ／フェアレディZ Z33 VQ30DETT→VK45DE）（シリーズ12位）
- 2008年 - SUPER GT・GT500クラス（TEAM IMPUL #12 カルソニックインパル GT-R／GT-R R35 VK45DE）（シリーズ4位・2勝）
- 2009年 - SUPER GT・GT500クラス（TEAM IMPUL #12 IMPUL カルソニック GT-R／GT-R R35 VK45DE）（シリーズ11位）

### 全日本フォーミュラ3選手権
| 年     | チーム                 | シャシー     | エンジン      | クラス | 1     | 2      | 3     | 4       | 5     | 6     | 7       | 8     | 9       | 10    | 順位 | ポイント |
| ------ | ---------------------- | ------------ | ------------- | ------ | ----- | ------ | ----- | ------- | ----- | ----- | ------- | ----- | ------- | ----- | ---- | -------- |
| 1999年 | INGING                 | ダラーラF399 | トヨタ・3S-GE |        | SUZ 5 | TSU 11 | FSW 4 | MIN Ret | FSW 2 | SUZ 7 | SUG Ret | TAI 2 | TRM Ret | SUZ 2 | 4位  | 23       |
| 2000年 | 無限×童夢 プロジェクト | ダラーラF300 | 無限MF204B    |        | SUZ 1 | TSU 3  | FSW 1 | MIN 2   | TAI 3 | SUZ 3 | SUG 4   | TRM 2 | SEN 1   | SUZ 2 | 1位  | 49       |

- 太字はポールポジション、斜字はファステストラップ。(key)

### 全日本GT選手権/SUPER GT
| 年     | チーム                 | 使用車両            | クラス | 1       | 2       | 3       | 4       | 5      | 6      | 7       | 8       | 9      | 順位 | ポイント |
| ------ | ---------------------- | ------------------- | ------ | ------- | ------- | ------- | ------- | ------ | ------ | ------- | ------- | ------ | ---- | -------- |
| 2001年 | 無限×童夢 プロジェクト | ホンダ・NSX         | GT500  | TAI 14  | FSW 15  | SUG 6   | FSW 15  | TRM 14 | SUZ 12 | MIN 3   |         |        | 16位 | 18       |
| 2002年 | 無限×童夢 プロジェクト | ホンダ・NSX         | GT500  | TAI 2   | FSW 15  | SUG 16  | SEP 13  | FSW 6  | TRM 1  | MIN 12  | SUZ 14  |        | 9位  | 47       |
| 2003年 | 童夢レーシングチーム   | ホンダ・NSX         | GT500  | TAI 3   | FSW Ret | SUG 7   | FSW 8   | FSW 1  | TRM 14 | AUT     | SUZ 2   |        | 8位  | 55       |
| 2004年 | 童夢レーシングチーム   | ホンダ・NSX         | GT500  | TAI 12  | SUG 12  | SEP 8   | TOK 8   | TRM 15 | AUT 14 | SUZ 12  |         |        | 14位 | 6        |
| 2005年 | TEAM KUNIMITSU         | ホンダ・NSX         | GT500  | OKA 10  | FSW 11  | SEP 10  | SUG Ret | TRM 1  | FSW 14 | AUT Ret | SUZ Ret |        | 13位 | 26       |
| 2006年 | TEAM KUNIMITSU         | ホンダ・NSX         | GT500  | SUZ 7   | OKA 2   | FSW Ret | SEP 4   | SUG 11 | SUZ 9  | TRM 1   | AUT 3   | FSW 13 | 2位  | 79       |
| 2007年 | HASEMI MOTOR SPORT     | 日産・フェアレディZ | GT500  | SUZ 10  | OKA 13  | FSW 4   | SEP 7   | SUG 4  | SUZ 8  | TRM 11  | AUT 7   | FSW 15 | 12位 | 30       |
| 2008年 | TEAM IMPUL             | 日産・GT-R          | GT500  | SUZ Ret | OKA 2   | FSW 9   | SEP 14  | SUG 12 | SUZ 1  | TRM 11  | AUT 10  | FSW 1  | 4位  | 61       |
| 2009年 | TEAM IMPUL             | 日産・GT-R          | GT500  | OKA 4   | SUZ 3   | FSW 15  | SEP 7   | SUG 8  | SUZ 5  | FSW 15  | AUT Ret | TRM 7  | 11位 | 36       |

- 太字はポールポジション、斜字はファステストラップ。(key)

### スパ・フランコルシャン24時間レース
| 年     | チーム             | コ・ドライバー                        | 使用車両          | クラス | 周回 | 総合順位 | クラス順位 |
| ------ | ------------------ | ------------------------------------- | ----------------- | ------ | ---- | -------- | ---------- |
| 1998年 | プジョー・ベルギー | デビッド・テリエン スティーブ・ヒース | プジョー・306 GTi | Spa2.0 | 460  | 10位     | 1位        |

### 鈴鹿1000km
| 年     | チーム                 | コ・ドライバー                | 使用車両            | クラス | 周回 | 総合順位 | クラス順位 |
| ------ | ---------------------- | ----------------------------- | ------------------- | ------ | ---- | -------- | ---------- |
| 2000年 | FIRST RACING           | ファビエン・ジロイ 木本正広   | フェラーリ・550GTS  | INT    | 67   | DNF      | DNF        |
| 2001年 | 無限×童夢プロジェクト  | 金石勝智 細川慎弥             | ホンダ・NSX         | GT500  | 170  | 4位      | 4位        |
| 2002年 | 無限×童夢プロジェクト  | リチャード・ライアン 金石勝智 | ホンダ・NSX         | GT500  | 128  | DNF      | DNF        |
| 2003年 | 童夢レーシングチーム   | 道上龍                        | ホンダ・NSX         | GT500  | 173  | 1位      | 1位        |
| 2004年 | 童夢レーシングチーム   | 道上龍                        | ホンダ・NSX         | GT500  | 173  | 1位      | 1位        |
| 2006年 | TEAM KUNIMITSU         | 細川慎弥                      | ホンダ・NSX         | GT500  | 168  | 9位      | 9位        |
| 2007年 | ハセミモータースポーツ | 柳田真孝                      | 日産・フェアレディZ | GT500  | 170  | 8位      | 8位        |
| 2008年 | TEAM IMPUL             | 松田次生                      | 日産・GT-R          | GT500  | 173  | 1位      | 1位        |
| 2009年 | TEAM IMPUL             | 松田次生                      | 日産・GT-R          | GT500  | 121  | 5位      | 5位        |